# Пригответе си кърпичките
„Пригответе си кърпичките“ (на френски: Préparez vos mouchoirs) е френско-белгийски филм от 1978 година, романтична комедия на режисьора Бертран Блие по негов собствен сценарий.
В центъра на сюжета е млада жена, която страда от продължителна депресия, карайки своя загрижен съпруг да ѝ намери любовник, след което двамата изпробват различни начини да я извадят от апатията ѝ. По случайност тя започва сексуална връзка с тринадесетгодишно момче, развива болезнена привързаност към него и тримата го отвличат от интерната, в който живее. Главните роли се изпълняват от Жерар Депардийо, Патрик Дьоваер, Карол Лор, Ритон Либман.
„Пригответе си кърпичките“ получава наградите „Оскар“ за чуждоезичен филм и „Сезар“ за най-добра музика и е номиниран за „Златен глобус“ за чуждестранен филм.